# Sestav štirih oktaedrov
Sestav štirih oktaedrov je v geometriji sestav uniformnih poliedrov, ki je sestavljen iz štirih šeststranih prizem, ki se obravnavajo kot tristrane antiprizme. Dobimo jih tako, da sestavimo štiri enake oktaedre, pri tem pa vsakega zavrtimo za 60º okoli osi, ki potekajo skozi središči dveh nasprotnih stranskih ploskev. 

## Kartezične koordinate
Kartezične koordinate oglišč so vse permutacije vrednosti:
(±1, ±(1−√6), ±(1+√6)).

## Vir
- Skilling, John (1976), »Uniform Compounds of Uniform Polyhedra«, Mathematical Proceedings of the Cambridge Philosophical Society, 79 (03): 447–457, doi:10.1017/S0305004100052440, MR 0397554.